# Unionicola crassipes
Unionicola crassipes är en kvalsterart som först beskrevs av Otto Friedrich Müller 1776. Unionicola crassipes ingår i släktet Unionicola och familjen Unionicolidae. Inga underarter finns listade i Catalogue of Life.